# Michaił Chrapczenko
Michaił Borisowicz Chrapczenko (ros. Михаил Борисович Храпченко, ur. 8 listopada?/21 listopada 1904 we wsi Cziżowka w powiecie rosławskim w guberni smoleńskiej, zm. 15 kwietnia 1986 w Moskwie) – radziecki działacz państwowy i nauczyciel akademicki, Bohater Pracy Socjalistycznej (1984).

## Życiorys
W 1924 ukończył studia na Uniwersytecie Smoleńskim, pracował jako nauczyciel w szkole-siedmiolatce, później wykładał na Komunistycznym Uniwersytecie im. Swierdłowa i Uniwersytecie Woroneskim, 1931–1932 kierował sekcją Instytutu Literatury, Sztuki i Języka Akademii Komunistycznej i katedrą literatury rosyjskiej Instytutu Czerwonej Profesury. Od 1928 należał do WKP(b), od maja 1938 do kwietnia 1939 był zastępcą przewodniczącego, potem do stycznia 1948 przewodniczącym Komitetu ds. Sztuki przy Radzie Komisarzy Ludowych ZSRR/Radzie Ministrów ZSRR, 1948–1963 był starszym pracownikiem naukowym Instytutu Literatury Światowej im. Gorkiego. Jednocześnie 1954–1957 był redaktorem naczelnym pisma „Oktiabr”, w 1967 został akademikiem-sekretarzem Wydziału Literatury i Języka Akademii Nauk ZSRR i członkiem Prezydium Akademii Nauk ZSRR, przewodniczył Międzynarodowemu Stowarzyszeniu Wykładowców Języka i Literatury Rosyjskiej i był członkiem zarządu Związku Pisarzy ZSRR. W 1973 otrzymał tytuł doktora honoris causa Węgierskiej Akademii Nauk. Został pochowany na Cmentarzu Nowodziewiczym.

## Odznaczenia i nagrody
- Złoty Medal „Sierp i Młot” Bohatera Pracy Socjalistycznej (16 listopada 1984)
- Order Lenina (dwukrotnie)
- Order Rewolucji Październikowej
- Order Czerwonego Sztandaru Pracy
- Nagroda Leninowska (1974)
- Nagroda Państwowa ZSRR (1980)

I medale.